# 竹叶子
竹叶子属（学名：Streptolirion）是鸭跖草科下的单种属植物，仅含竹叶子（S. volubile）一种。分布于朝鲜、老挝、印度、越南、日本、柬埔寨、不丹以及中国大陆的湖南、四川、浙江、广西、云南、湖北、甘肃、西藏、河北、贵州、山西、陕西、辽宁、河南、北京等地，生长于海拔800米至3,200米的地区，多生长于山地。

## 异名
- Streptolirion volubile Edgew. ssp. khasianum (C. B. Clarke) Hong
- Streptolirion volubile Edgew. ssp. volubile C. Y. Wu